# Komárno

Inscripție bilingvă pe sediul Arhivelor Statului din Komárno/Komárom

Komárno (în maghiară Révkomárom, la fel ca și partea din Ungaria a orașului, în germană Komorn) este un oraș în Slovacia pe râurile Dunăre și Váh. Partea mai mare de pe malul stâng este situată în Slovacia (Komárno), în timp ce partea mai mică de pe celălalt mal se află în Ungaria (Komárom). Cele două părți sunt legate printr-un pod. 
Komárno are o populație de 37.000 locuitori (1991). Este capitala unui district (okres). Este, de asemenea, un centru al comunității maghiare din Slovacia.
Orașul are un centru istoric și o fortăreață în locul în care râul Váh se varsă în Dunăre. Fortăreața a fost cea mai importantă din istoria Ungariei și a Austro-Ungariei (Slovacia a făcut parte din Ungaria din secolul al XI-lea până în 1918), pentru că nu a fost niciodată cucerită („nec arte nec marte”). S-a dezvoltat în secolul XVI, prin adaptarea castelului medieval. O „nouă fortăreață” a fost adăugată în secolul al XVII-lea, aproape de cea veche. Ambele fortărețe s-au păstrat până în zilele noastre.

## Demografie
| An:                | 1994   | 2004   | 2014   | 2024   |
| ------------------ | ------ | ------ | ------ | ------ |
| Număr de persoane: | 37.941 | 36.731 | 34.461 | 31.880 |
| Diferență:         |        | −3,18% | −6,18% | −7,48% |

| An:                | 2023   | 2024   |
| ------------------ | ------ | ------ |
| Număr de persoane: | 32.114 | 31.880 |
| Diferență:         |        | −0,72% |

## Monumente
- Bazilica Sfântul Andrei din Komárno
- Coloana Sfintei Treimi din Komárno

## Personalități
- Emerich Sinelli (1622 - 1685), episcop al Vienei;
- Leopold Karl von Kollonitsch (1631 - 1707), arhiepiscop primat al Ungariei, cardinal;
- Mór Jókai (1825 - 1904), scriitor maghiar;
- Franz Lehár (1870 - 1948), compozitor austriac;
- Ivan Reitman (1946 - 2022), regizor canadian.

## Orașe înfrățite
- Blansko, Republica Cehă
- Komárom, Ungaria
- Kralupy nad Vltavou, Republica Cehă
- Lieto, Finlanda
- Sebeș, România
- Terezín, Republica Cehă
- Weissenfels, Germania

## Vezi și
- Komárom
- Istoria Slovaciei
- Listă de orașe din Slovacia
- Cutremurul din Komárom din 1763